# علوم الأرض القديمة
علوم الأرض القديمة هي تلك العلوم التي ترتبط بالحالات أو العمليات الماضية المرتبطة بعلوم الأرض. هو مصطلح شامل يشير إلى مجالات العلوم التي تتناول كوكب الأرض. تشمل هذه الدراسات لتاريخ الأرض بغلافه الحيوي، والغلاف الجليدي، والغلاف المائي، والغلاف الجوي، والغلاف الصخري؛ أي الغلاف الأرضي. ومن أبرز الجوانب الاجتماعية لعلوم الأرض القديمة تطبيقاتها على نظام المناخ المتغير للأرض.